# Palgasroavvi
Palgasroavvi är en kulle i Finland. Den ligger i Utsjoki kommun och landskapet Lappland, i den norra delen av landet, 1 000 km norr om huvudstaden Helsingfors. Toppen på Palgasroavvi är 220 meter över havet.
Terrängen runt Palgasroavvi är platt åt sydväst, men åt nordost är den kuperad.  Trakten runt Palgasroavvi är nära nog obefolkad, med mindre än två invånare per kvadratkilometer. Närmaste större samhälle är Karigasniemi, 16,9 km norr om Palgasroavvi. Omgivningarna runt Palgasroavvi är i huvudsak ett öppet busklandskap.